# Győrszentiván
Győrszentiván egykor önálló község, mely 1970 óta Győr városrésze. A városrészt több mint tízezren lakják, de részönkormányzattal már nem rendelkezik. Déli szélén húzódik a Budapest–Hegyeshalom–Rajka-vasútvonal, melynek helyi vasútállomása van itt. Régi elnevezése Cserók. Három kertsége Kertváros, Sikolya és Nagyhegy.

## Története
Győrszentiván neve egykor Urukang, Urigan, vagy Urugang volt. Nevét 1216-ban Urunkang villa néven, majd 1221-ben possessio Urugang néven említették az egykorú oklevelekben. Később neve Urugang aliter Zent Iwan alakban szerepelt. Egy 1254-ben kelt oklevél szerint Opour Sándor fiai Urukang felét a Pannonhalmi Bencés Főapátságnak adták el. A fennmaradt adatokból következtetve a falu még a tatárjárás alatt pusztult el. 1594-ben a török tábor nagy része, Győr ostroma alatt, a szentiváni határban táborozott. Az 1900-as évek elejének adatai szerint ekkor még itt látható és likócsoknak, vagyis lyukaknak nevezett gödröket és halmokat is, e tábor maradványainak tartották. 1609-ben a behódolt községek közé tartozott, melyet lakosai az állandó török zaklatás miatt elhagytak.
1699-ben már egyszerűen Szentiván néven szerepel. Ekkor telepített ide a szentmártoni apátság horvátokat, akik az idők folyamán teljesen elmagyarosodtak. Mindvégig a főapátság birtoka maradt. Az itteni római katolikus templom 1722-ben épült.
Győrszentivánhoz tartoztak egykor Hecse, Kismegyer, Likócs és Sashegy puszták, Gurdonyi szőlőtelep, Haraszti, Ivánháza, Károlyháza, Kolostelek, Kölestó, Leszlényi, Medgyes, Molnárrév, Öregszőlő, Szarkavár, Szentmihályi, Újmajor és erdei tanyák is:

### Hecsepuszta
Neve Hegce, Heche alakban, már 1127-ben szerepelt az oklevelekben, amikor III. István király jobbágya, Konrád a főapátságnak adományozta. Apátsági birtoknak írták még az 1900-as évek elején is.

### Kismegyer
A 13. században Merena néven volt említve, de ez ferdítésnek látszik, mert nevét a Megyer nembeliektől, legősibb birtokosaitól vette. 1220-ban egy része még Meger Györgyé volt. IV. Béla király az itteni királyi vincelléreket a turóczi prépostnak adományozta. Ez idő tájt már faluként említették az okiratok. A pusztának déli nagy útja mellett eső része, 1037-ben és 1086-ban Felkert néven volt említve. Elnevezésének gyakori változását az a 18. század elejéről fennmaradt feljegyzés is bizonyítja, mely szerint Hencse, Incheő, Lencse-szél, sőt Hugyóhegy néven is szerepelt. 1347-ben hosszabb ideig magát Megyert nevezték Félkertnek, míg 1404-ben egyszerűen Megye néven nevezték. A 16. században már ismét Megyer volt a neve. Győr ostroma alatt pusztult el. 1536-ban I. Ferdinánd újabb adományt adott itt a szentmártoni apátságnak. A 17. század elején, a mostani majorság melletti kis dombon erőd épült, melyet a nép, lapos alakja következtében, Tarisznyavárnak nevezett el, és 1638-ban Kismegyer maga is Tarisznyavár néven szerepelt. Később a váracs helyére kápolna épült. 1809-ben János főherceg e kápolnából vezette a győri ütközetet. Az a magtár, melyben a franciák feltartóztatásában hősi halált lelt stájer honvédek elvérzettek, még az 1900-as évek elején is fennállt.

### Likócs puszta
Szent Vid régi praedium helyén feküdt. Neve először 1222-ben Szent Gud néven II. András egyik oklevelében szerepelt. Lipcsey János volt a birtokosa, aki Vajda Kristófnak és Torkos Jánosnak adta zálogba. Ezután sűrűn váltakoztak birtokosai, míg részei a szomszédos határokba olvadtak. 1593-ban már elpusztult, de ekkor még fennállott Szent Vid tiszteletére épült temploma.

### Sashegy puszta
Régi főapátsági birtok volt. Neve régen Sashalom volt. Az idetartozó Andrásvár nevű dűlőn, kis dombon egykor egy váracs állt, mely Győr elő-védművéül szolgált. Nyolcszegletes körsánccal volt körülvéve és romjai az 1800-as évek közepén még láthatók voltak.

## Kultúra, oktatás, sport
A városrészben két általános iskola található. Az egyik, a volt Váci Mihály általános iskola, amely 2021. szeptember 1-től a Győrszentiváni Szent Benedek Általános Iskola nevet viseli, mert fenntartását átvette a Magyar Bencés Kongregáció Pannonhalmi Főapátság. Ezt az iskolát alapította Vaszary Kolos 1889-ben. A másik általános iskola Móricz Zsigmond nevét viseli.
A részönkormányzat épületében kapott helyet a nagy múltú művelődési ház. Az utóbbi évek egyik jelentős fejlesztése a Váci Mihály Általános Iskola tőszomszédságában épült új, modern Molnár Vid Bertalan közösségi ház felépítése.
A mozogni vágyókat egy sportpálya („park”), egy sportlétesítmény, lovarda várja.
A városrész labdarúgó csapata a Győrszentiván SE, ami 1922-ben alakult meg.

## Autóbuszjáratok Győrszentivánra
Autóbusszal a belvárosból helyi („sárga”) buszokkal közlekedhetünk Győrszentivánra. A 23-as 30-as, 30A, 31-es 31A illetve az ipari parkba közlekedő 30B és 30Y járatokkal juthatunk el ebbe a városrészbe. Egyes rendszeres rendezvények során a 931-es busz ingyenesen igénybe vehető.
Hétvégén nagyon ritka a busz közlekedés valamint este hét óra után. Hivatalosan Győrhöz tartozik de ez a terület nincs fejlesztés alatt mint a központi látványos része Győrnek. 

## Vasúti járatok Győrszentivánra
Győrszentiván vasútállomásnak felújított váróterme is van. A váróterem 2024 óta nem használható.Győri irányban az Ács és Komárom felől érkező személy-, és gyorsvonatokkal juthatunk be a belvárosba. Eljuthatunk Budapest, Hegyeshalom és Székesfehérvár vasútállomásokra is.

## Közúti közlekedés
Győr belvárosából Győrszentiván városrészbe 10-15 perc alatt érhetünk ki gépjárművel a Mártírok útja és a M19-es autóút igénybevételével, vagy Gyárváros városrész érintésével a Kandó Kálmán utca és a Hűtőházi út használatával, valamint az Mártírok útja Audi Hungaria felől a Vonal utca érintésével. Nyugati határszéle mellett elhalad a 813-as főút is.
Kerékpárosok számára külön, a gépjárművekkel megosztott közúti forgalom veszélyeivel nem járó kerékpárút is vezet a településre, amely a Hűtőházi út és a Hecsei út kereszteződésénél indul.

## Közművek
Győrszentiván kiválóan ellátott közművekkel. Szinte minden utcában elérhető: a villamos hálózat, vezetékes víz, vezetékes gáz, szennyvíz elvezető csatornarendszer, csillagpont rendszerű kábeltelevíziós és kábeles internetszolgáltatás, vezetékes telefon és ADSL internetszolgáltatás.

## Munkavállalási lehetőségek
Győrszentiván a győri ipari park tőszomszédjában van. Az ipari park közelsége megtámogatva a kiváló vasúti- és autóbusz-közlekedéssel elfogadható lehetőségeket nyújt a munkakeresők számára.

## Látnivalói
- Római katolikus templom
- Kincsesház

## Itt születtek, itt éltek
- Szelényi Imre Rudolf (Győrszentiván, 1906. december 12. – Róma, 1964. május 17.) lelkész, teológiatanár.
- Éltes Mátyás (Győrszentiván, 1873. február 26. – Budapesten, 1936. október 17.) gyógypedagógus, az első magyar kisegítő iskola igazgatója.

## Külső hivatkozások
- http://kincseshaz.fw.hu/ (A kincsesház weboldala)
- http://mvbmk.hu/ (A Molnár Vid Bertalan közösségi ház weboldala)
- https://web.archive.org/web/20080926231740/http://www.kisalfoldvolan.hu/uj_menetrend/ctp-nd/lines.cgi?city=gyor (autóbusz-járatok)
- http://www.mav-start.hu/ (vasúti járatok)
- http://www.gyorszentivanse.hu (Győrszentiván SE weboldala)